# Јеловице (Ланишће)
Јеловице су село у северном делу хрватске Истре, близу словеначке границе. Налазе се на територији општине Ланишће и према попису из 2001. године имају око 19 становника.
Место се први пут помиње 1323. године.
Пет км од Јеловица налазе се Водице.